# Cinco Diablo
Cinco Diablo é o sexto álbum de estúdio da banda Saliva, lançado a 16 de Dezembro de 2008.
A Edição Deluxe inclui um DVD ao vivo de 30 minutos.
| Críticas profissionais                                                      | Críticas profissionais |
| Avaliações da crítica                                                       | Avaliações da crítica  |
| Fonte                                                                       | Avaliação              |
| --------------------------------------------------------------------------- | ---------------------- |
| allmusic                                                                    | [ 2 ]                  |
| Esta tabela precisa de ser acompanhada por texto em prosa. Consulte o guia. |                        |

## Faixas
1. "Family Reunion" - 3:39
2. "My Own Worst Enemy" (feat. Brent Smith) - 3:07
3. "Best of Me" - 3:48
4. "How Could You" - 3:23
5. "Hunt You Down" - 3:36
6. "Judgment Day" - 4:34
7. "Forever and a Day" - 3:28
8. "I'm Coming Back " - 3:50
9. "Southern Girls" - 3:31
10. "So Long" - 4:46
11. "Hit Me" (Faixa bónus)

### Edição Deluxe
1. "Black Sheep"
2. "Click Click Boom"
3. "King Of The Stereo"
4. "Ladies and Gentlemen"
5. "Always"
6. "Your Disease"